# Фурчи
Фурчи (итал. Furci) је насеље у Италији у округу Кјети, региону Абруцо.
Према процени из 2011. у насељу је живело 916 становника. Насеље се налази на надморској висини од 552 м.

## Становништво
Према резултатима пописа становништва 2011. у општини је живело 1.088 становника.
| 1931. | 1936. | 1951. | 1961. | 1971. | 1981. | 1991. | 2001. | 2011. |
| ----- | ----- | ----- | ----- | ----- | ----- | ----- | ----- | ----- |
| 1.980 | 2.051 | 2.272 | 1.867 | 1.534 | 1.470 | 1.410 | 1.275 | 1.088 |

## Партнерски градови
- Бонди